# Нечаєвка (Бєлгородський район)
Нечаєвка (рос. Нечаевка) — село у Бєлгородському районі Бєлгородської області Російської Федерації.
Населення становить 443  особи. Входить до складу муніципального утворення Яснозоренське сільське поселення.

## Історія
Населений пункт розташований у східній частині української суцільної етнічної території — східній Слобожанщині.
Згідно із законом від 20 грудня 2004 року № 159 від 1 січня 2006 року належить до муніципального утворення Яснозоренське сільське поселення.
28 березня 2024 року у районі села виявили ФАБ-500. Її "впустив" бомбардувальник Росії.

## Населення
| 2002 | 2010 |
| ---- | ---- |
| 360  | ↗443 |